# Открытая архитектура
Открытая архитектура — тип архитектуры компьютера или архитектуры программного обеспечения, предназначенной для простого добавления, обновления или замены компонентов. Примерами такой архитектуры являются компьютеры IBM PC, Amiga 500 и Apple II, позволяющие устанавливать платы расширения. Для этого системы с открытой архитектурой могут использовать системную шину, являющуюся либо открытым стандартом (например S-100, PCI или ISA), либо же проприетарным стандартом, таким как шина Apple II. Системная шина может содержать более десяти слотов расширения, позволяющих сторонним производителям оборудования создавать устройства расширения, а пользователям свободно устанавливать их. Системы с закрытыми архитектурами, если они в принципе допускают расширение, имеют один или два «порта расширения» с проприетарным разъёмом, за использование которого с производителя могут взиматься лицензионные отчисления, а установка расширений может требовать специальных инструментов и производиться специально обученными специалистами.
Компьютерные платформы могут включать системы как с открытыми, так и закрытыми архитектурами. Архитектуры компьютеров Mac mini и Compact Macintosh являются закрытыми, а Macintosh II и Power Macintosh G5 — открытыми. Большинство настольных компьютеров имеют открытую архитектуру, хотя архитектуры неттопов обычно закрытые.
Такой же подход применим к программной архитектуре. Открытая программная архитектура — это архитектура, в которой дополнительные программные модули могут быть добавлены к базовому программному каркасу (фреймворку), предоставляемому архитектурой. Открытые API (программные интерфейсы приложений) к основным программным продуктам — это способ изменения или расширения базовой функциональности таких продуктов. Примерами являются Google APIs. Второй тип открытой программной архитектуры — это система с обменом сообщениями между компьютерными системами. Эти сообщения имеют стандартную структуру, которая может быть изменена или расширена в соответствии с соглашениями между компьютерными системами. Примером является Distributed Data Management Architecture фирмы IBM.
Открытая архитектура позволяет потенциальным пользователям видеть её всю, либо её части без каких-либо проприетарных ограничений. Как правило, для открытой архитектуры публикуется полное описание или описание тех частей, которыми хочет поделиться разработчик или интегратор. Для открытых бизнес-процессов, связанных с открытой архитектурой, могут потребоваться некоторые лицензионные соглашения между организациями, совместно использующими информацию об архитектуре. Открытые архитектуры были успешно внедрены во многих различных областях, включая ВМС США.